# متلألئة طويلة الأزهار
متلألئة طويلة الأزهار (الاسم العلمي:Luzula longiflora) هي نوع من النباتات تتبع جنس المتلألئة من الفصيلة الأسلية.